# Gyancain Norbu
Gyancain Norbu (arrondissement Lhari, 13 februari 1990) is, volgens de regering van China, de 11e reïncarnatie van de pänchen lama. Volgens de regering in ballingschap van Tibet is Gendün Chökyi Nyima de 11e pänchen lama.
Na het onverwachte overlijden van de tiende pänchen lama werd de zoektocht naar zijn reïncarnatie een politieke controverse, ook wel de pänchen lama-controverse genoemd. Chadrel Rinpoche, het hoofd van de zoektocht had in het geheim contact met de veertiende dalai lama, Tenzin Gyatso. Toen de dalai lama aankondigde dat Chökyi Nyima was aangewezen, werd Chadrel Rinpoche gearresteerd en vervangen door Sengchen Lobsang Gyaltsen, hetgeen vreemd was, want Sengchen was een politieke tegenstander van de vorige pänchen lama. De nieuwe zoektocht negeerde de aankondiging van de dalai lama en koos de pänchen lama uit een lijst van finalisten waar Gendün Chökyi Nyima niet bij zat. De methode die gebruikte werd, was door een lot te trekken uit een Gouden urn. Gyancain Norbu werd door China op 11 november 1995 uitgeroepen als pänchen lama. Deze traditie werd in 1792 door de keizer van China toegepast bij een vorige controverse.
Gyancain Norbu werd de naam Erdini Qoigyijabu gegeven en hij werd in het klooster Tashilhunpo in Shigatse ingewijd als 11e pänchen lama. Hij volgde in Peking een opleiding en is inmiddels weer terug in het klooster Tashilhunpo.
- Gemeinsame Normdatei: 140598200
- International Standard Name Identifier: 0000 0000 7892 9232
- Library of Congress Control Number: n97126233
- Nationale Bibliotheek van Letland: 000196693
- Virtual International Authority File: 107276348
- WorldCat: E39PBJxcX4JRxjxR4QR3wRdPcP